# Le Beau Serge
Le Beau Serge is een Franse dramafilm uit 1958 onder regie van Claude Chabrol.

## Verhaal
François Baillou keert na tien jaar terug naar zijn geboortedorp. Hij ontdekt daar dat zijn oude makker Serge volslagen veranderd is. Na de dood van zijn kind is hij aan de drank geraakt. François tracht zijn oude vriend er weer bovenop te helpen.

## Rolverdeling
| Acteur             | Personage        |
| ------------------ | ---------------- |
| Gérard Blain       | Serge            |
| Jean-Claude Brialy | François Baillou |
| Michèle Méritz     | Yvonne           |
| Bernadette Lafont  | Marie            |
| Claude Cerval      | Priester         |
| Jeanne Pérez       | Madame Chaunier  |
| Edmond Beauchamp   | Glomaud          |
| André Dino         | Michel           |
| Michel Creuze      | Bakker           |
| Claude Chabrol     | La Truffe        |